# Montesa Fura (ciclomotor)
|  | No s'ha de confondre amb Montesa Fura (escúter). |

La Montesa Fura fou un model de ciclomotor de fora d'asfalt que fabricà Montesa entre 1970 i 1972, amb un total de 2.100 unitats produïdes. Les seves característiques generals eren compartides amb diversos ciclomotors de la marca: motor de dos temps monocilíndric refrigerat per aire de 48,76 cc (el conegut model G50 de la firma alemanya Jlo, fabricat sota llicència per l'empresa catalana), bastidor autoportant, frens de tambor i amortidors de forquilla convencional davant i telescòpics darrere. A més, el seu conjunt dipòsit-selló vermell d'una sola peça era molt semblant al que adoptà després la Cota 49 de trial, llançada el 1972.
Cal dir que el seu nom, Fura, ja havia estat emprat antigament per Montesa en un altre projecte molt diferent, concretament el prototipus d'un escúter de 1958 que, finalment, no s'arribà a produir.

## Característiques
Fitxa tècnica
| Montesa Fura | Montesa Fura              |
| --- | ------------------------- |
| Id. Model | 57M                       |
| Núm. Sèrie | 57M0001-                  |
| Anys | 1970 - 1972               |
| CC | 48,76                     |
| Diàmetre x Carrera | 38 x 43 mm                |
| Compressió | 8:1                       |
| CV | 1,6 a 6.400 rpm           |
| Carburador | Dell'Orto SHA/14-10 10 mm |
| Canvi | 3 velocitats              |
| Suspensió davant | Telescòpica               |
| Suspensió darrera | Oscil·lant                |
| Pneumàtic davant | 2,50 x 19"                |
| Pneumàtic darrera | 3,50 x 18"                |
| Frens davant | Tambor 100 mm             |
| Frens darrera | Tambor 100 mm             |
| Pes en sec | 50 kg                     |
| Capacitat dipòsit | 5 l                       |
| Color dipòsit | Vermell                   |
| \| • Altres \| \| ----------------------------------------------------------------------------- \| \| - Longitud total: 1.870 mm - Velocitat màxima: 40 km/h - Consum: 1,5 l/100 km \| |                           |
| • Altres |                           |
| - Longitud total: 1.870 mm - Velocitat màxima: 40 km/h - Consum: 1,5 l/100 km |                           |